# 車塚古墳 (防府市)
車塚古墳（くるまづかこふん、周防車塚古墳）は、山口県防府市車塚町にある古墳。形状は前方後円墳。防府市指定史跡に指定されている。

## 概要
山口県南部、防府市街地中央部において、防府平野北側の天神山から南に延びる舌状微高地（洪積台地）上に築造された古墳である。江戸時代には開口していたことが知られるほか、現在は天御中主神社（通称妙見社）の境内に所在し、社殿造営の際に墳丘くびれ部が大きく削平を受けている。
墳形は前方部が幅広に発達した前方後円形で、前方部を西北西方向に向ける。墳丘は版築によるが、段築は不明。墳丘長は現存長で約53メートル、復元長で約58メートルを測る。墳丘外表で葺石・埴輪は認められていない。また墳丘周囲で周濠も認められていない。埋葬施設は後円部・前方部における各1基の横穴式石室で、いずれも南西方向に開口する。いずれも玄室・前室の2室と羨道で構成される九州系の複室構造の石室であり、羨道はほぼ欠失している。副葬品は明らかでない。
築造時期は、古墳時代後期の6世紀後半-末頃と推定される（近年の調査以前は6世紀中葉頃と推定された）。本古墳は畿内ヤマト王権に特徴的な前方後円墳である一方、九州系複室石室の分布圏の瀬戸内海沿いにおける東限でもあることから、本古墳の被葬者には畿内と九州の橋渡し的性格が示唆される。なお『防長風土注進案』に載る伝承の中には、百済の琳聖太子（大内氏祖）の4・5・6世孫の墓を車塚古墳（石室2基）・鋳物師大師塚古墳（石室1基）にあてるものがある。
古墳域は1967年（昭和42年）に防府市指定史跡に指定されている。

## 遺跡歴
- 天保12年（1841年）、『防長風土注進案』に「岩屋二ツ」として略図掲載[2][1]。
- 1922年（大正11年）、梅原末治が学会に報告[2]。
- 1967年（昭和42年）9月1日、防府市指定史跡に指定[4]。
- 近年、墳丘周辺の開発に伴う立会調査（防府市教育委員会）[2][1]。
- 2019年度（令和元年度）、前方部墳丘調査：第2次調査（防府市教育委員会）[5]。
- 2020年度（令和2年度）、くびれ部墳丘調査：第3次調査（防府市教育委員会）[6]。

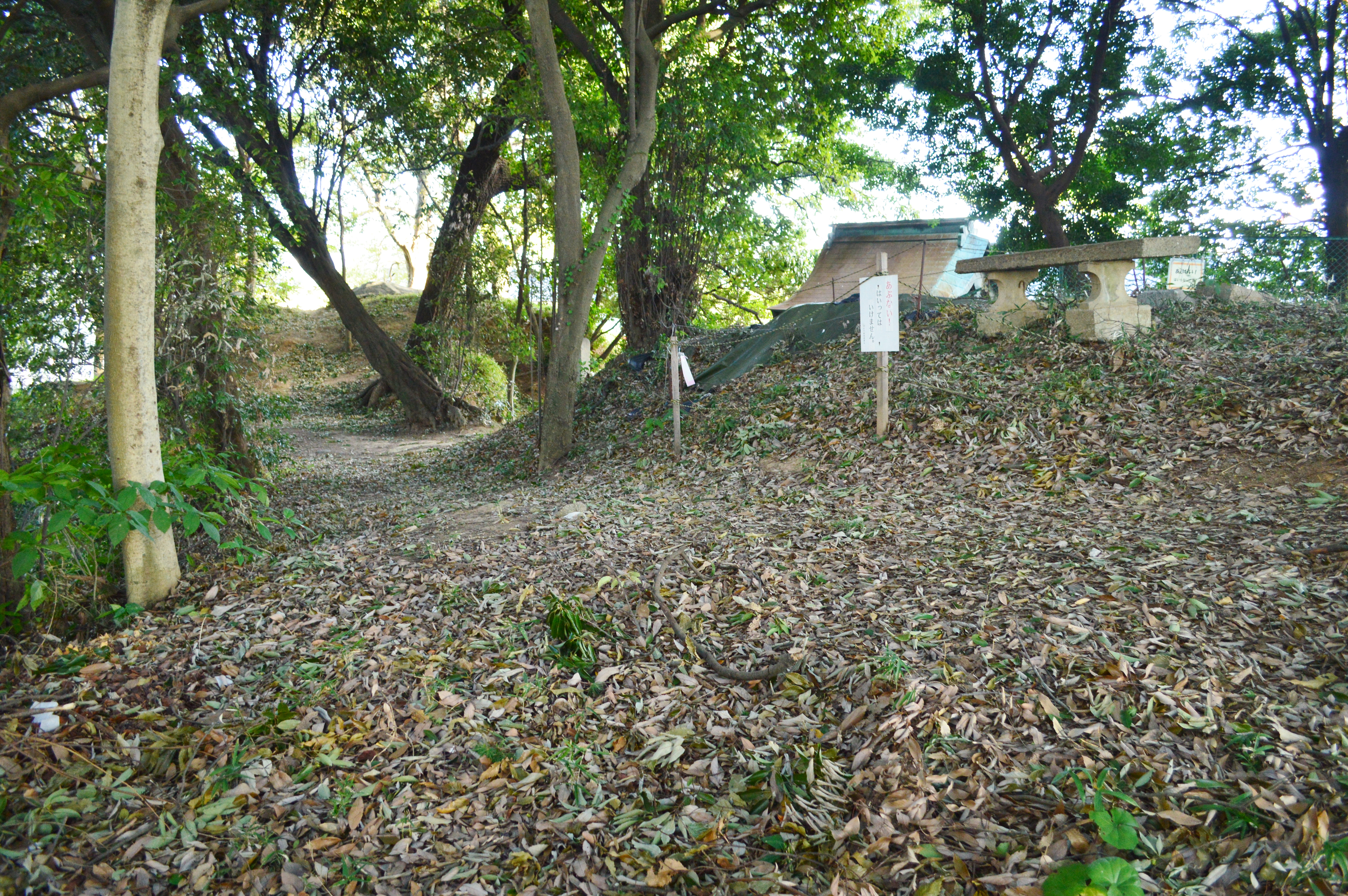
墳丘 右に前方部、左奥に後円部
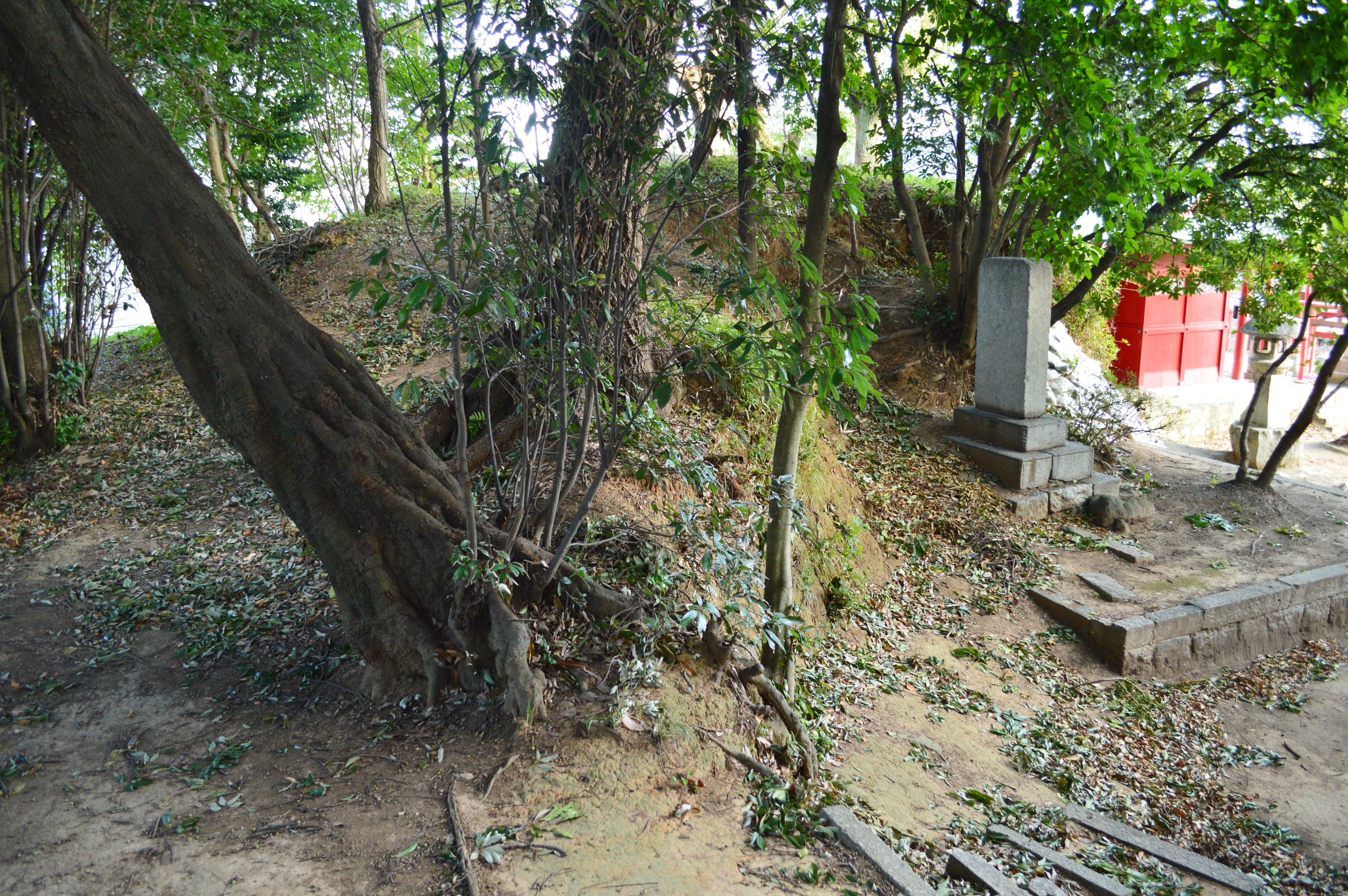
前方部から後円部を望む
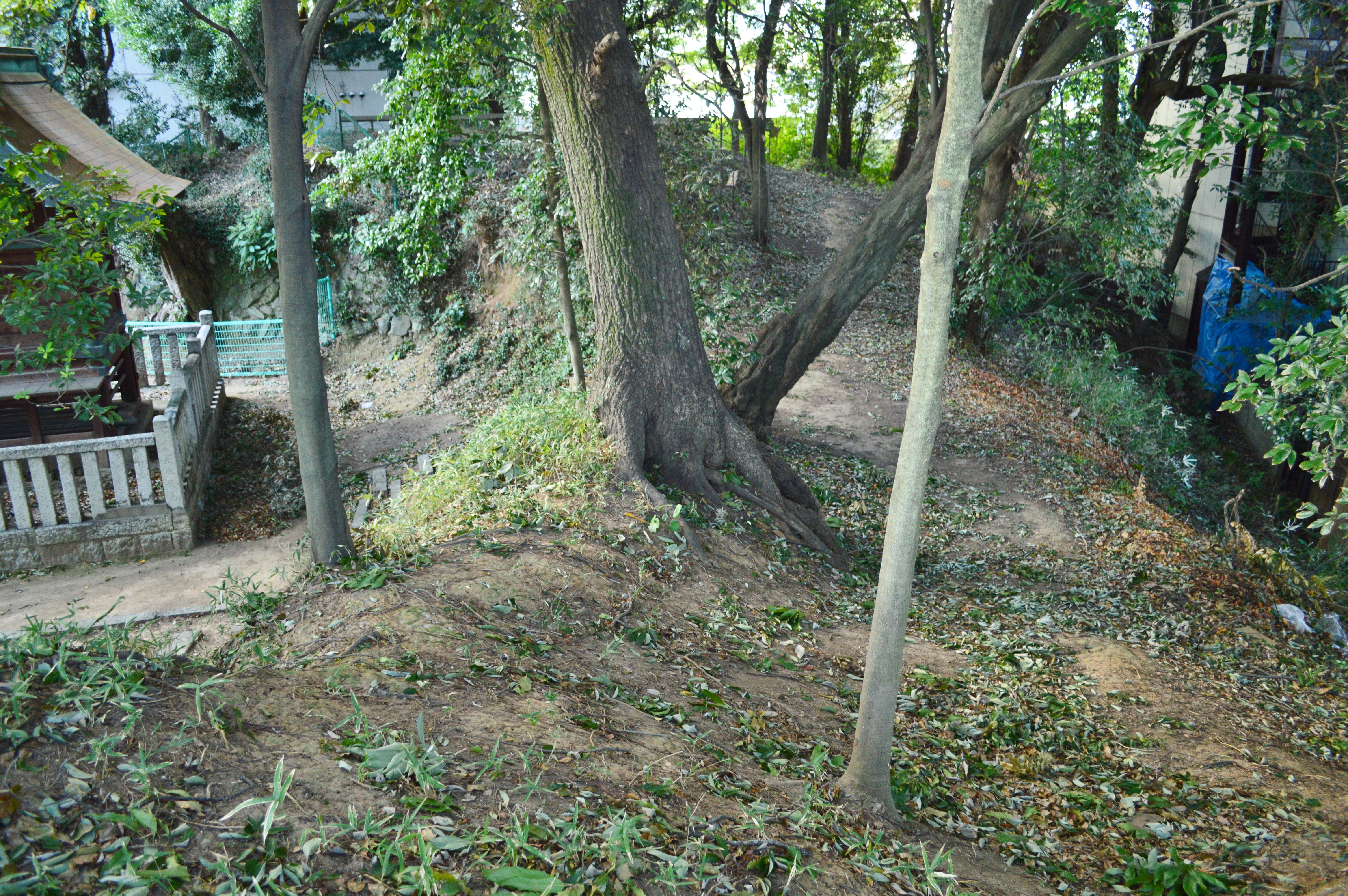
後円部から前方部を望む

## 埋葬施設

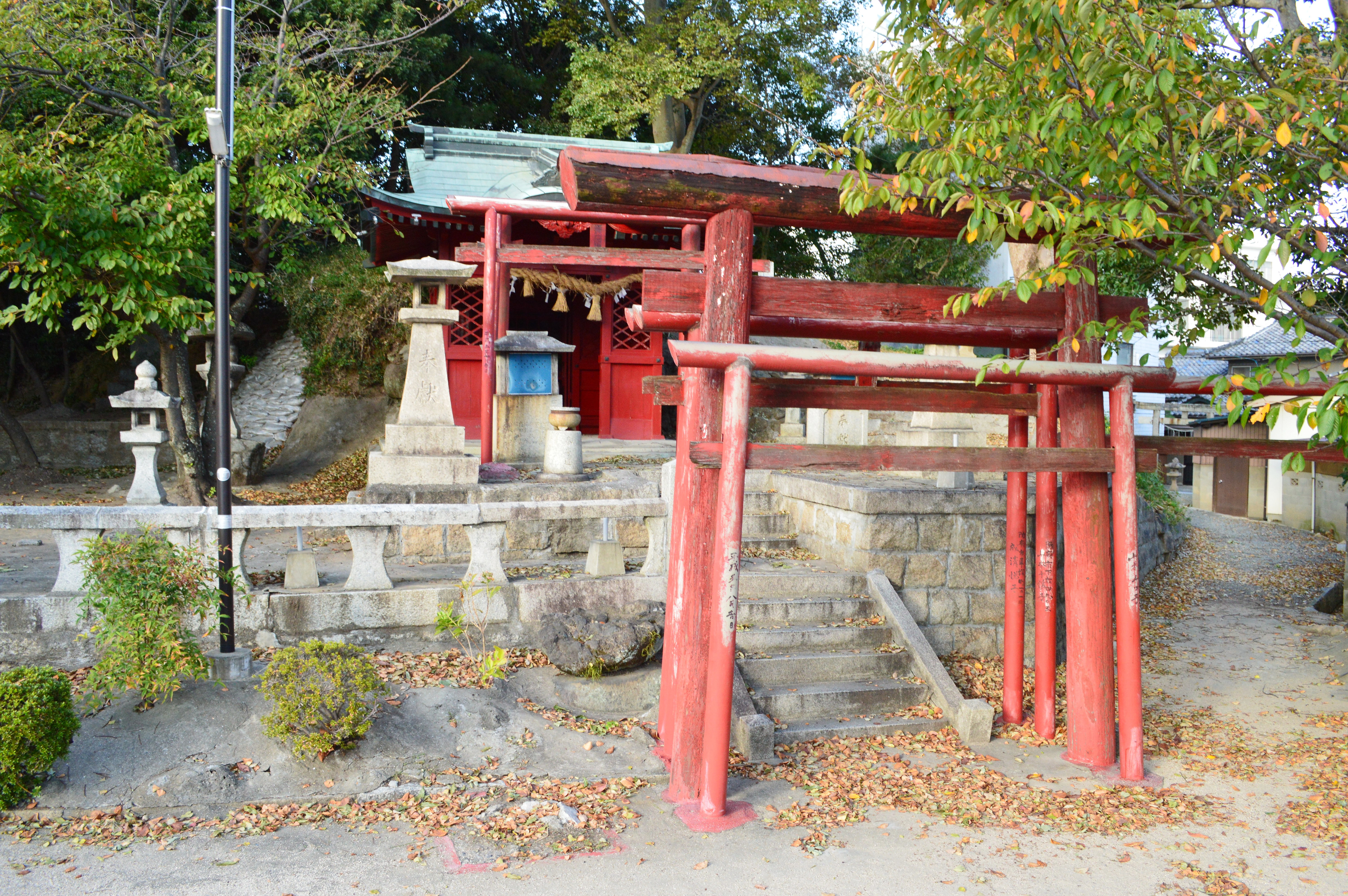
後円部石室前面の稲荷社

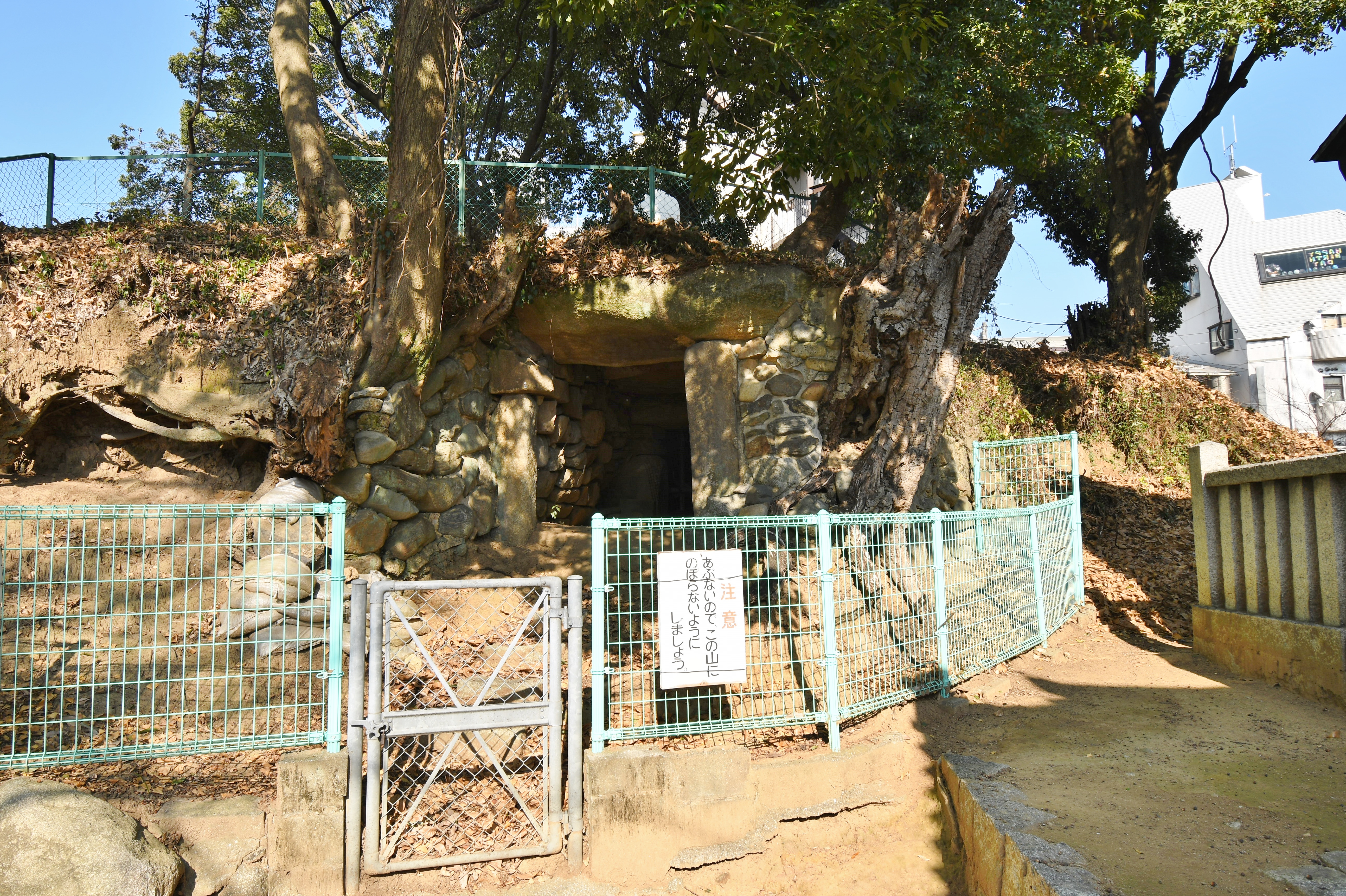
前方部石室

埋葬施設としては後円部・前方部において各1基の横穴式石室が構築されており、いずれも南西方向に開口する。いずれも玄室・前室・羨道からなる複室構造の石室である。石室の規模は次の通り。
後円部石室
- 石室全長：現存長8.2メートル
- 玄室：長さ4.5メートル、幅2.4メートル、高さ2.4メートル
- 前室：長さ1.8メートル、幅1.8メートル、高さ1.8メートル
- 羨道：現存長0.8メートル

前方部石室
- 石室全長：現存長8.2メートル
- 玄室：長さ4.5メートル、幅2.1メートル、高さ2.1メートル
- 前室：長さ2.7メートル、幅1.8メートル、高さ1.6メートル
- 羨道：崩壊により規模不明

こうした複室構造の石室形態は九州系とされ、防府市内では同様の九州系複室構造の石室として鋳物師大師塚古墳・黒山3号墳・向山3号墳が知られる。
現在では、後円部石室の前面には稲荷社が建てられて内部には稲荷社の神体が祀られており、石室内部への立ち入りは制限されている。また前方部石室も大きく崩壊が進んでいることから、石室内部への立ち入りは制限されている。

前方部石室
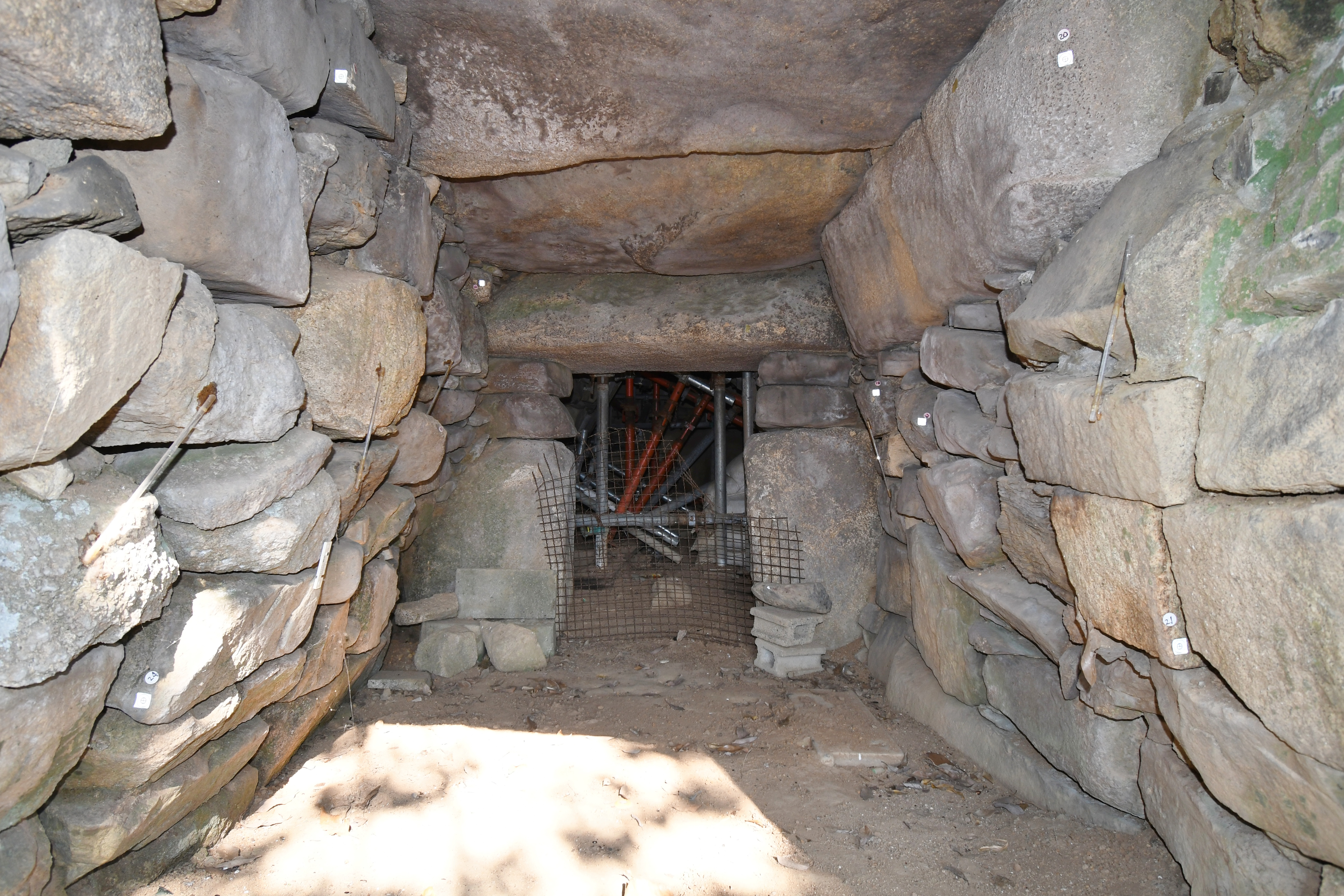
前室（玄室方向）
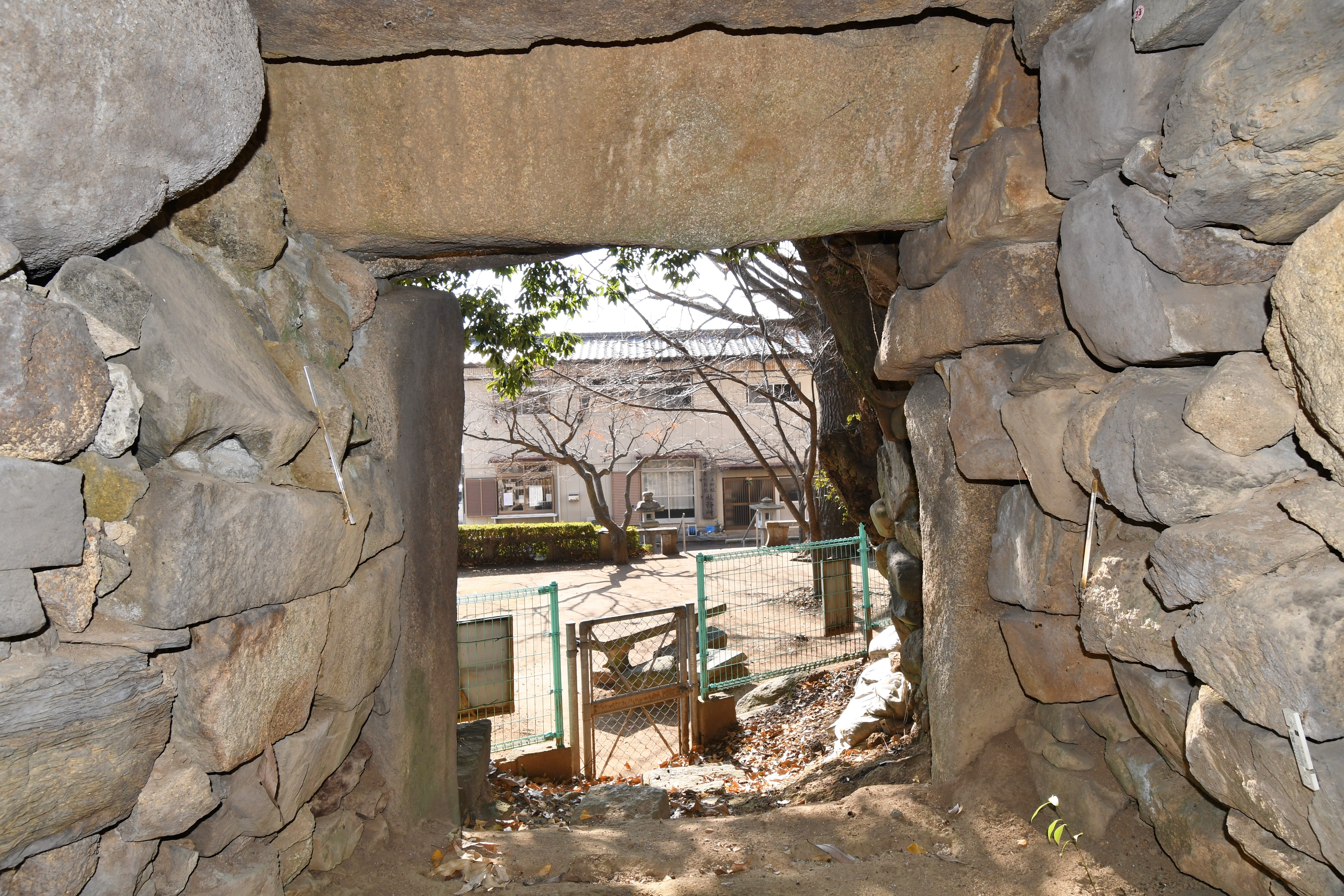
前室（開口部方向）
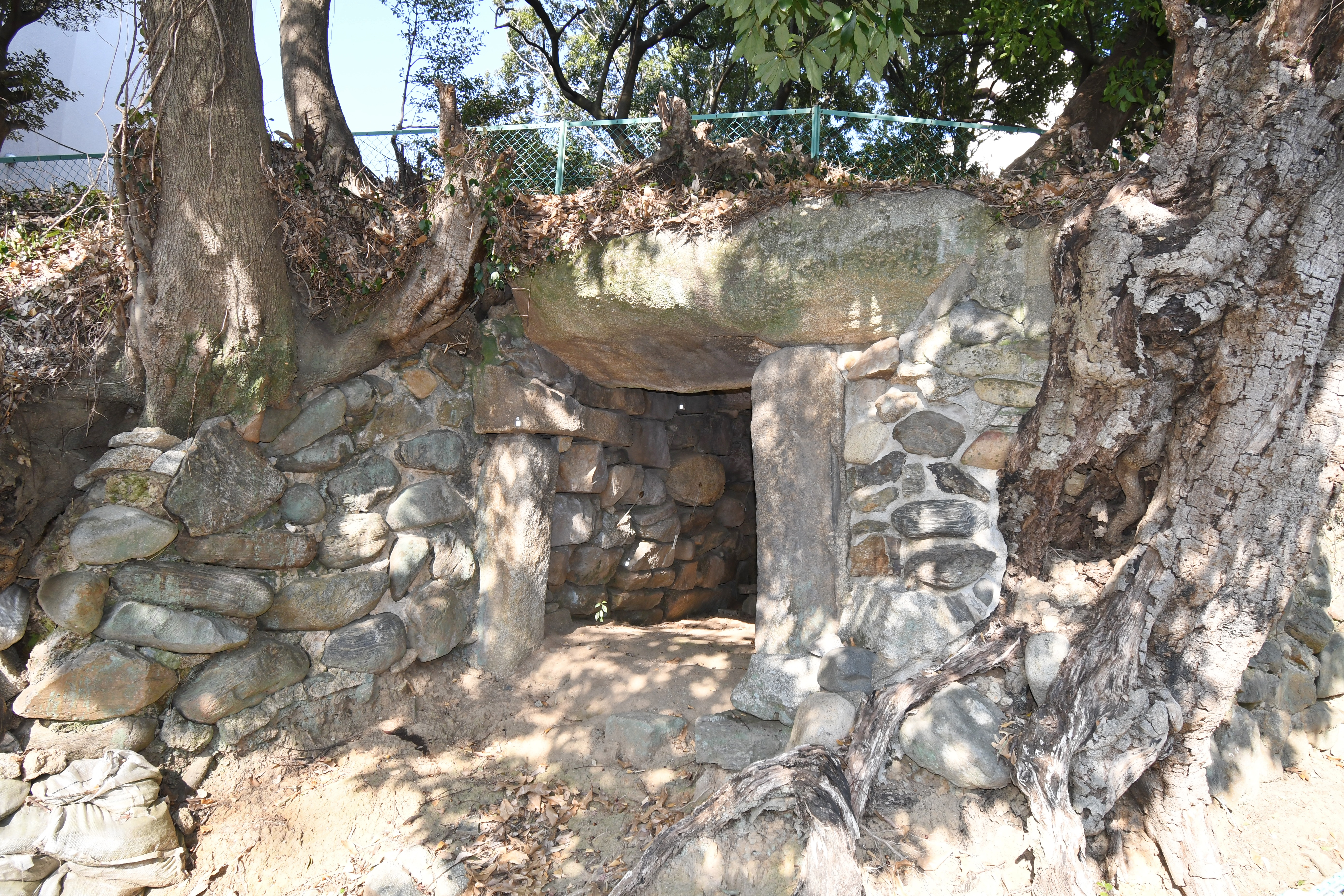
開口部

## 文化財

### 防府市指定文化財
- 史跡
  - 車塚古墳 - 所有者は天御中主神社。1967年（昭和42年）9月1日指定[4]。